# VDC
VDC, tên đầy đủ là Công ty Điện toán và Truyền số liệu (Vietnam Datacommunication Company) là một công ty hoạt động trong lĩnh vực công nghệ thông tin và viễn thông ở Việt Nam.
Công ty này trực thuộc Tập đoàn Bưu chính Viễn thông Việt Nam (VNPT). Nó có trụ sở tại Nhà Internet, Lô 2A, Làng Quốc tế Thăng Long, phường Dịch Vọng, quận Cầu Giấy, Hà Nội, và có ba chi nhánh lớn đặt trên Việt Nam (VDC1 phía Bắc, VDC2 phía Nam và VDC3 ở miền Trung và Tây Nguyên).
VDC là một nhà cung cấp dịch vụ Internet tại Việt Nam.